# 미국 육군참모대학교
미국 육군참모대학교(United States Army War College)는 1901년 미국 펜실베이니아주 칼라일에 첫 개교되어 현재에 이르고 있는 미국 국립 육군군사참모대학교이다.

## 역사
1901년 첫 개교한 미국 육군참모대학교는 1881년 미국 캔자스주 포트 레이븐워스에 개교한 미국 육군지휘참모대학교(United States Army Command and General Staff College)의 분교라 할 수 있는 미국 국립 육군군사참모교육기관이다.

## 같이 보기
- 미국 해군참모대학교
- 미국 해병참모대학교
- 미국 해군대학원
- 미국 공군참모대학교